# Opisthorchis tenuicollis
Opisthorchis tenuicollis är en plattmaskart. Opisthorchis tenuicollis ingår i släktet Opisthorchis och familjen Opisthorchiidae. Inga underarter finns listade i Catalogue of Life.